# Ben Savage
Ben Savage, właśc. Bennett Joseph Savage (ur. 13 września 1980 w Chicago) – amerykański aktor, reżyser i producent telewizyjny.
Odtwórca roli Cory Matthewsa w sitcomie ABC Chłopiec poznaje świat (ang. Boy Meets World, 1993-2000) i spin-off Disney Channel Dziewczyna poznaje świat (ang. Girl Meets World, 2014–2017).

## Życiorys
Urodził się w Chicago jako syn Joanne F. i Lewisa M. Savage, jego ojciec był brokerem i konsultantem. Jego starszym bratem jest aktor Fred Savage (ur. 1976), a jego starszą siostrą – śpiewaczka i aktorka Kala Savage (ur. 1978). Jego dziadkowie byli żydowskimi emigrantami z Polski, Ukrainy, Niemiec i Łotwy.
Mając pięć lat pojawiał się w reklamach telewizyjnych. Debiutował u boku Daniela Sterna, Devina Ratraya i swojego brata w roli Erica Stevensona w komedii Małe potwory (Little Monsters, 1989), za którą był nominowany do nagrody Young Artist Award w kategorii najlepszy młody aktor w filmie kinowym. Sławę zdobył jako Cory Matthews w sitcomie ABC Chłopiec poznaje świat (1993–2000) i spin-off Disney Channel Dziewczyna poznaje świat (2014). W ciągu siedmiu lat był trzykrotnie nominowany do nagrody Young Artist Award (1994, 1997 i 1998) i raz nominowany do nagrody magazynu „The Hollywood Reporter” YoungStar Award (1998), a w 2000 otrzymał nagrodę Nickelodeon Kids’ Choice Awards w kategorii najlepszy telewizyjny przyjaciel.

## Filmografia

### Filmy fabularne
- 1989: Małe potwory (Little Monsters)  jako Eric Stevenson
- 1990: Hurricane Sam (TV) jako Sam Kelvin
- 1992: Big Girls Don't Cry... They Get Even jako Sam
- 1992: She Woke Up (TV) jako Andy
- 1994: Clifford jako Roger
- 1994: Aliens for Breakfast (TV) jako Richard
- 2002: Swimming Upstream jako Teddy Benevides
- 2006: Car Babes jako Ford Davis
- 2007: Palo Alto jako Patrick
- 2007: Making It Legal (TV) jako Todd
- 2010: Closing Time (film krótkometrażowy) jako Jared
- 2011: Peace and Riot jako Scott
- 2012: White Dwarf jako Ben
- 2012: The Caterpillar's Kimono jako Lincoln
- 2012: Lake Effects (TV) jako Carl

### Seriale TV
- 1988-90: Dear John jako Matthew Lacey
- 1990: Cudowne lata jako Curtis Hartsell
- 1990: A Family for Joe jako Chris Bankston
- 1992: Wild Palms jakie Coty Wyckoff
- 1993-2000: Chłopiec poznaje świat jako Cory Matthews
- 1996: Maybe This Time jako Cory Matthews
- 1996: Ich pięcioro jako Stuart
- 1998: Opowieści z księgi cnót jako Jinkyswoitmaya (głos)
- 2005: Byle do przodu jako Seth Cosella
- 2005: Phil of the Future w roli samego siebie
- 2008: Chuck (serial telewizyjny) jako Mark Ratner
- 2008: Bez śladu jako Kirby Morris
- 2011: Taniec rządzi jako Andy Burns
- 2011: Kości (serial telewizyjny) jako Hugh Burnside
- 2014-2017: Dziewczyna poznaje świat jako Cory Matthews
- 2015: Zabójcze umysły jako młody Jason Gideon